# Hiram Burgos
Hiram Alexis Burgos (* 4. August 1987 in Cayey, Puerto Rico) ist ein ehemaliger puerto-ricanischer Baseballspieler in der Major League Baseball (MLB). Er spielte bei den Milwaukee Brewers auf der Position des Pitchers.

## Karriere
Burgos besuchte die Puerto Rico Baseball Academy and High School und das Bethune-Cookman College. Er wurde beim MLB Draft 2009 in der sechsten Runde von den Milwaukee Brewers gewählt. Er wurde 2012 zum Brewers Minor League Pitcher of the Year gewählt, nachdem er bei diversen Farmteams eine 10-4 Bilanz und einen 1,95 ERA bei 28 Spielen (davon 27 Starts) gespielt hatte. Insgesamt warf er 153 Strikeouts und 49 Walkes. Zudem wurde er zum Brewers Minor League Pitcher der Monate April, Juni und Juli gewählt. Die Brewers fügten ihn daraufhin zu ihrem 40-Mann-Roster hinzu. Anfang 2013 wurde er ins puerto-ricanischen Aufgebot beim World Baseball Classic 2013 berufen und errang mit seinem Team die Silbermedaille, nachdem sie im Finale mit 0-3 gegen die Dominikanische Republik verloren hatten. Er gab sein Debüt in der MLB am 20. April 2013 gegen die Chicago Cubs, nachdem er am 19. April 2013 zum aktiven Kader hinzugefügt worden war. Sein erstes Spiel von Beginn an pitchte er am 26. April 2013 gegen die Los Angeles Dodgers. Im Mai 2013 hatte Burgos starke Probleme und gab zahlreiche Runs ab. Beim ersten Spiel gegen die Cincinnati Reds gab er in drei Innings zehn Runs ab. Beim zweiten Spiel gegen die Pittsburgh Pirates waren es drei Runs in fünf Innings, wobei er acht Hits abgab. Kurz nach dem Spiel wurde er wegen einer Schulterverletzung von den Brewers auf die Disabled List gesetzt.

## Erfolge
- Silbermedaille bei den World Baseball Classic 2013 mit Puerto Rico

## Privates
Burgos ist mit seiner Frau Jossy verheiratet und hat mit ihr eine Tochter namens Pamela.